# EunB
 (août 2023).
Go Eun-bi (coréen : 고은비), née le 23 novembre 1992 à Séoul et morte le 3 septembre 2014 à Suwon, plus communément connue par son nom de scène EunB, était une chanteuse sud-coréenne. Elle faisait partie du girl group de K-pop Ladies Code signé chez Polaris Entertainment.

## Biographie
EunB est née le 23 novembre 1992 à Séoul. Elle a une petite sœur née en 1994. Elle fait partie de la famille par alliance du présentateur de JT de 8h de SBS, Kim Sung-joon. EunB est diplômée de l'école Hanlim Multi Art School. 
Elle était stagiaire chez FNC Entertainment avant de rejoindre Polaris Entertainment et devait être membre des AOA.

### Décès
À environ 1h30 du matin le 3 septembre 2014 (KST), EunB est décédée au cours d'un accident de voiture alors que le groupe revenait sur Séoul après avoir assisté à l'enregistrement de l'"Open Concert" de KBS au DGIST (et pour finir la promotion de "Kiss Kiss"). Le manager du groupe, M. Park, qui était au volant, roulait à 137 km/h dans une zone limitée à 100 km/h pour une distance de 30 km. La pluie a rendu la route glissante, causant la perte soudaine du contrôle du véhicule ainsi que l'aquaplaning qui les fera déraper plusieurs fois avant de s'écraser dans un mur protecteur aux alentours de Singal-dong sur la voie rapide Yeongdong.
Il a été rapporté qu'aucun des airbags de la voiture ne se sont déployés au moment de l'impact. Le temps que les secours arrivent au lieu de l'accident, EunB était déjà morte.
Concernant les autres membres du groupe, Ashley et Zuny ont subi des blessures mineures, tandis que Sojung a également été gravement touchée. Les blessures de RiSe étaient tellement graves que la police n'a pas pu les identifier. Mr.Park et un styliste ont été légèrement blessés.